# Mi nombre es Malarrosa
Mi nombre es Malarrosa es la novena novela del escritor chileno Hernán Rivera Letelier, publicada el año 2008 y posteriormente traducida a varios idiomas. En este trabajo, el autor explora nuevamente los años dorados de la época del salitre en el norte de Chile en un pueblo llamado Yungay, donde aborda temas como las apuestas, las orientaciones sexuales, el alcohol y un hecho verídico: la masacre de San Gregorio. A pesar de su éxito en ventas, la recepción por parte de la crítica especializada fue en general negativa.
Uno de sus personajes inspiraría la novela El vendedor de pájaros publicada en 2014.

## Argumento
La Historia trata sobre una niña que debió llamarse Malvarrosa pero un error de inscripción le cambió el destino y su nombre a Malarrosa. Nunca se le ha visto llorar y tiene una habilidad increíble para encontrar lo que está perdido y para maquillar cadáveres. Vive sola con su padre, adicto al juego, y es su fiel acompañante. Cuando su padre tiene que jugar campeonatos de póker en los prostíbulos ella lo acompaña vestida de niño. Así comienza su amistad con las prostitutas y su amor secreto hacia Oliverio Trébol, amigo de su padre, quien a su vez se enamora locamente del personaje femenino que interpreta un travesti. Todos ellos viven en Yungay, un pueblo que como muchos otros está en decadencia gracias a la Crisis del Salitre.